# Vienna Regio
La Vienna Regio è una struttura geologica della superficie di 243 Ida.